# Ameko Kaeruda
Ameko Kaeruda (japanisch 蛙田 アメコ, Kaeruda Ameko) ist eine japanische Romancière.

## Wirken
Ameko Kaeruda, deren wirklicher Name nicht bekannt ist, veröffentlichte ihr Debüt Sexiled: My Sexist Party Leader Kicked Me Out, So I Teamed Up with a Mythical Sorceress! (されたので伝説の魔女と最強タッグを組みました Onna dakara, to Party wo Tsuihou Sareta no de Densetsu no Majo to Saikyou Tag wo Kumimashita) zunächst als Web-Roman auf der Online-Plattform Shōsetsuka ni Narō, die in der Szene dafür kritisiert wird, dass viele frauenfeindliche Werke dort erstpubliziert werden. Sie ließ sich beim Verfassen des Werkes von einem Diskriminierungsskandal der Tokyo Medical University inspirieren, bei dem Prüfer zwischen 2006 und 2018 systemisch Prüfungsergebnisse von Aufnahmeprüfungen weiblicher Bewerber verfälscht hatten und diese dadurch massiv benachteiligt wurden.
Der zwei Bände umfassende Roman, der die Geschichte einer Magierin, die aufgrund ihres Geschlechts aus der Abenteurergruppe ausgeschlossen wird und sich später mit einer mystischen Hexe zusammenschließt, wurde zwischen dem 25. Februar und dem 25. August 2019 über den Verleger Overlap in Japan veröffentlicht. Eine englischsprachige Umsetzung der beiden Werke wurde vom US-amerikanischen Verlag J-Novel Club zwischen Oktober und Dezember gleichen Jahres zunächst auf digitaler Ebene realisiert. Eine Printveröffentlichung erfolgte etwas später im Jahr 2020.
Ameko Kaeruda schrieb ihr zweites Werk, das ebenfalls in einer Fantasy-Umgebung spielt und veröffentlichte dies unter dem Namen Isekai ni Saku wa Yuri no Hana in Japan. Dieser Roman erhielt im Oktober 2020 ebenfalls eine englische Übersetzung durch den Verleger J-Novel Club.

## Name
Die Entstehung des Pseudonyms der Autorin, Ameko Kaeruda, wurde von dieser in einem Interview mit Anime News Network folgendermaßen erklärt. Sie wählte Kaeruda, da kaeru (蛙) das japanische Wort für Frosch ist und sie diese mag. Kaeru kann aber auch nach Hause kommen (帰る) bedeuten, so die Autorin. Dadurch ist kaeru ein Bestandteil der Phrase für sicher nach Hause kommen. Außerdem klingt es stark nach kerori, welches Teil der Phrase kerori to naoru ist und komplett geheilt werden bedeutet. Ameko ist eine abgewandelte Form ihres Rufnamens, welche sie seit über zehn Jahren im Internet als Pseudonym verwendet.

## Werke
- Onna Dakara, to Party o Tsuihō Sareta node, Densetsu no Majo to Saikyō Tag o Kumimashita Band 1, 2019, Overlap, Tokio, Japan, ISBN 978-4-86554-452-7
  - Molly Lee: Sexiled: My Sexist Party Leader Kicked Me Out, So I Teamed Up With a Mythical Sorceress! Band 1, 2019–2020, J-Novel Club, ISBN 978-1-71836-640-4
- Onna Dakara, to Party o Tsuihō Sareta node, Densetsu no Majo to Saikyō Tag o Kumimashita Band 2, 2019, Overlap, Tokio, Japan, ISBN 978-4-86554-536-4
  - Molly Lee: Sexiled: My Sexist Party Leader Kicked Me Out, So I Teamed Up With a Mythical Sorceress! Band 2, 2019–2020, J-Novel Club, ISBN 978-1-71836-641-1
- Isekai ni Saku wa Yuri no Hana, 2020, GL Bunko, Japan, E-Book
  - Tom Harris: A Lily Blooms in Another World, 2020, J-Novel Club, E-Book[9]